# Умео
У́мео (швед. Umeå [ʉːmе.оː]) — город в северной Швеции, административный центр лена Вестерботтен и одноимённой коммуны.
Население — 115,0 тыс. жителей (2010), из них около трети — студенты.
В городе работает самый крупный в северной Швеции университет. При университете работает госпиталь.
Умео является центром медицинских исследований в Швеции.
Умео является одной из культурных столиц Европы на 2014 год.

## История города

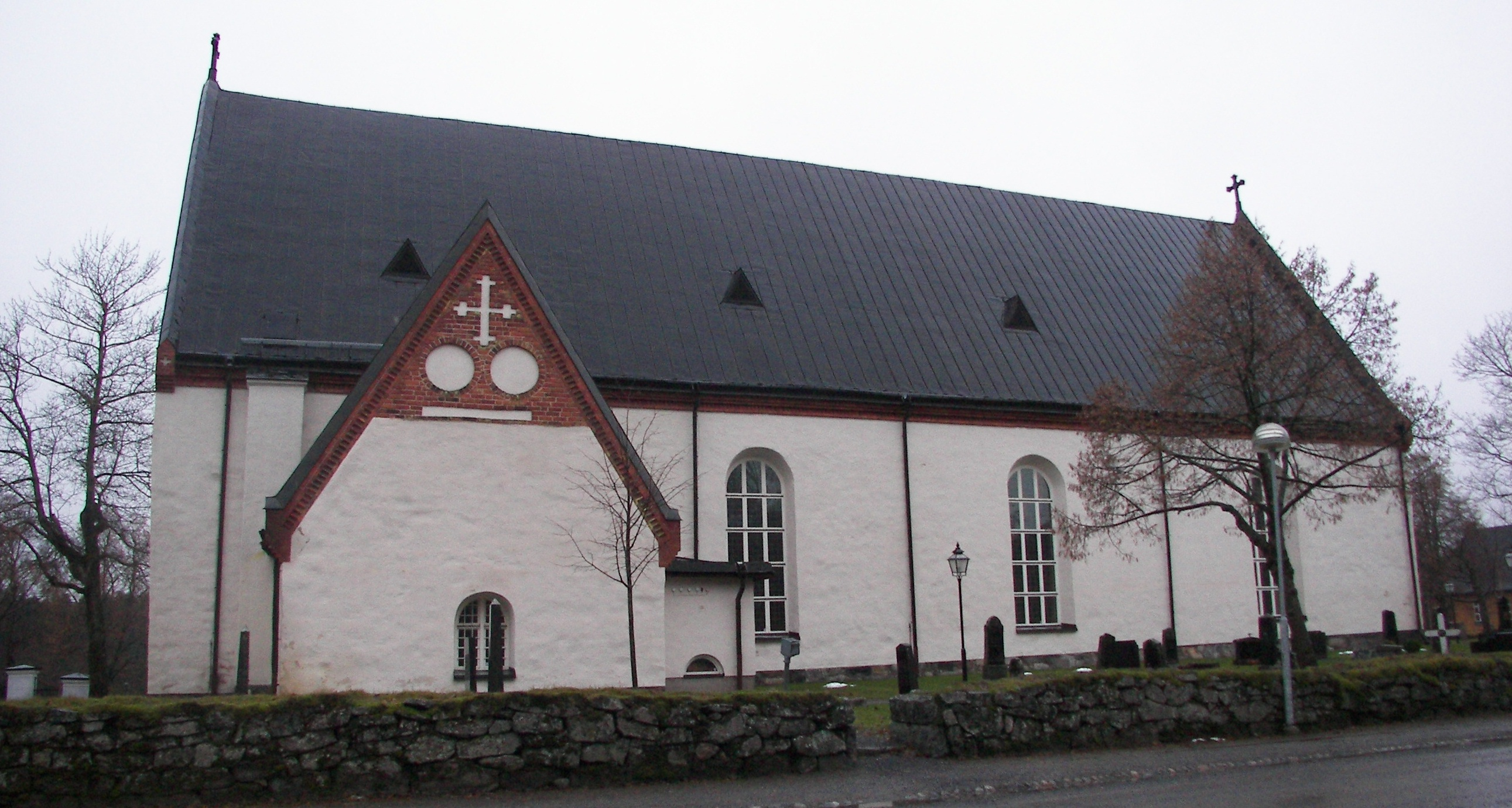
Церковь Баккена

Первое упоминание о городе датируется 1314 годом. XIV век — это время активной экспансии Швеции на север. Изначально город представлял собой небольшой приход, центр которого с деревянной церковью, рынком и портом располагался в районе современного Баккена. В XV веке влияние Швеции на земли современного Вестерботтена значительно увеличивается. В 1443 году появляются первые упоминания деревень Севара и Тефтео, находящихся сейчас в составе коммуны Умео.
В 1501—1508 годах вместо деревянной церкви построена каменная. А в 1526 году община принимает протестантизм после того, как её пастором становится лютеранин Бу Варникссон (швед. Bo Warniksson).
В 1588 году по указанию короля Юхана III был составлен первый устав города. Юхан хотел усилить контроль над торговлей с северными регионами страны, поэтому намеревался переселить всех купцов из общин Умео, Бюгдео, Лёвонгер и Шеллефтео в новый город, который должен был вырасти вокруг церкви на реке Умеэльвен. Однако интерес к этому начинанию быстро остыл, и город исчез в 1590-х годах. Новый городской устав был принят только в 1622 году. Этот год считается датой основания нового города. В 1638 году был образован лен Вестерботтен, в который кроме Умео, ставшим центром лена, вошли ещё около 40 городских поселений.
В 1652 году в городе появилась первая школа. Умео к этому моменту населяло около 200 человек. В городе имелось две длинные, узкие улицы и несколько небольших переулков. Город окружал забор с тремя входами, на которых брались налоги за провозимые товары.

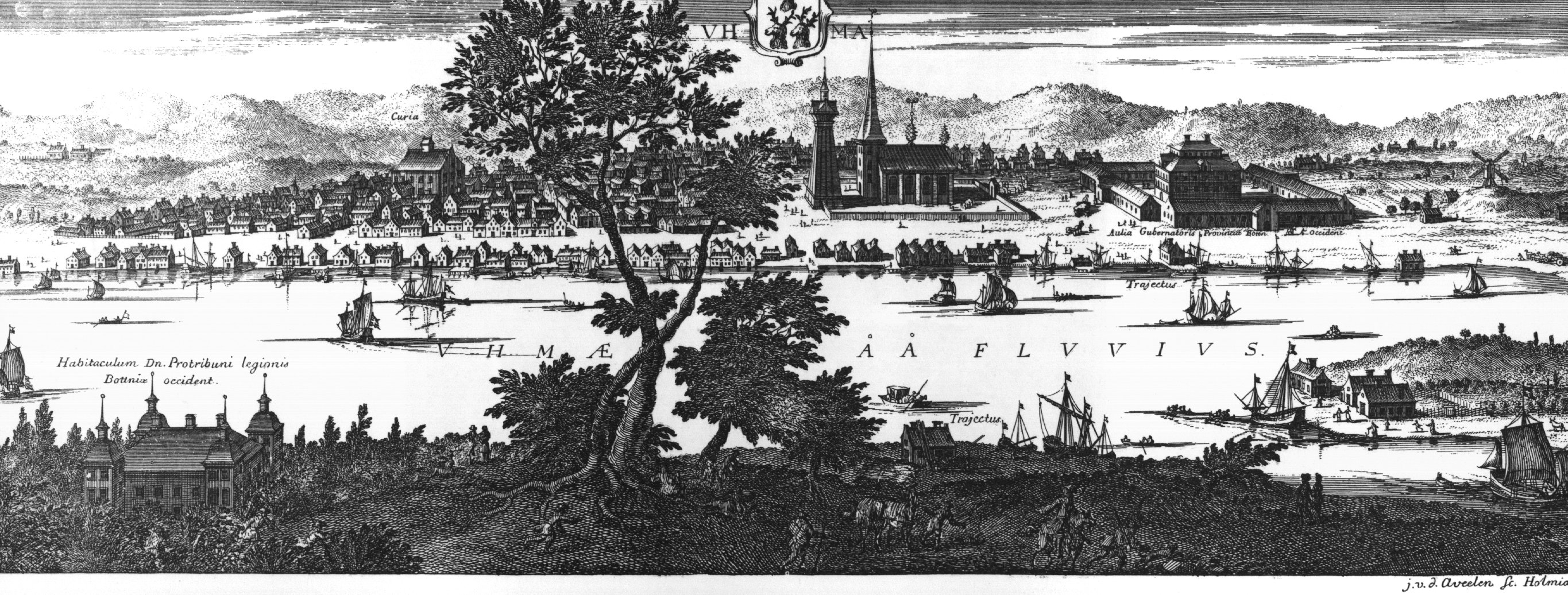
Гравюра, изображающая Умео, сделанная в 1690—1710 годах

Из-за своего удалённого расположения город часто становился предметом агрессии шведских врагов. В 1714 и в 1720 годах в ходе Великой Северной войны город был дважды захвачен десантом российских моряков и сожжён дотла. В 1723 году город посетил Карл Линней, который описал его как:

маленький город, до сих пор не восстановленный после ущерба, нанесённого огнём во время войны, когда он был полностью сожжён
Оригинальный текст (швед.)en liten stad som ännu eij wähl reparerat sig efter det skadestånd den led af fiendens eld, då den totaliter blef afbränd

В 1735 году в городе появилась первая аптека. А в 1764 году в городе построена первая в верхнем Норрланде больница.
К 1740 году на долю Вестеботтена приходится 10 % экспорта шведского дёгтя и 100 % лесообработки.

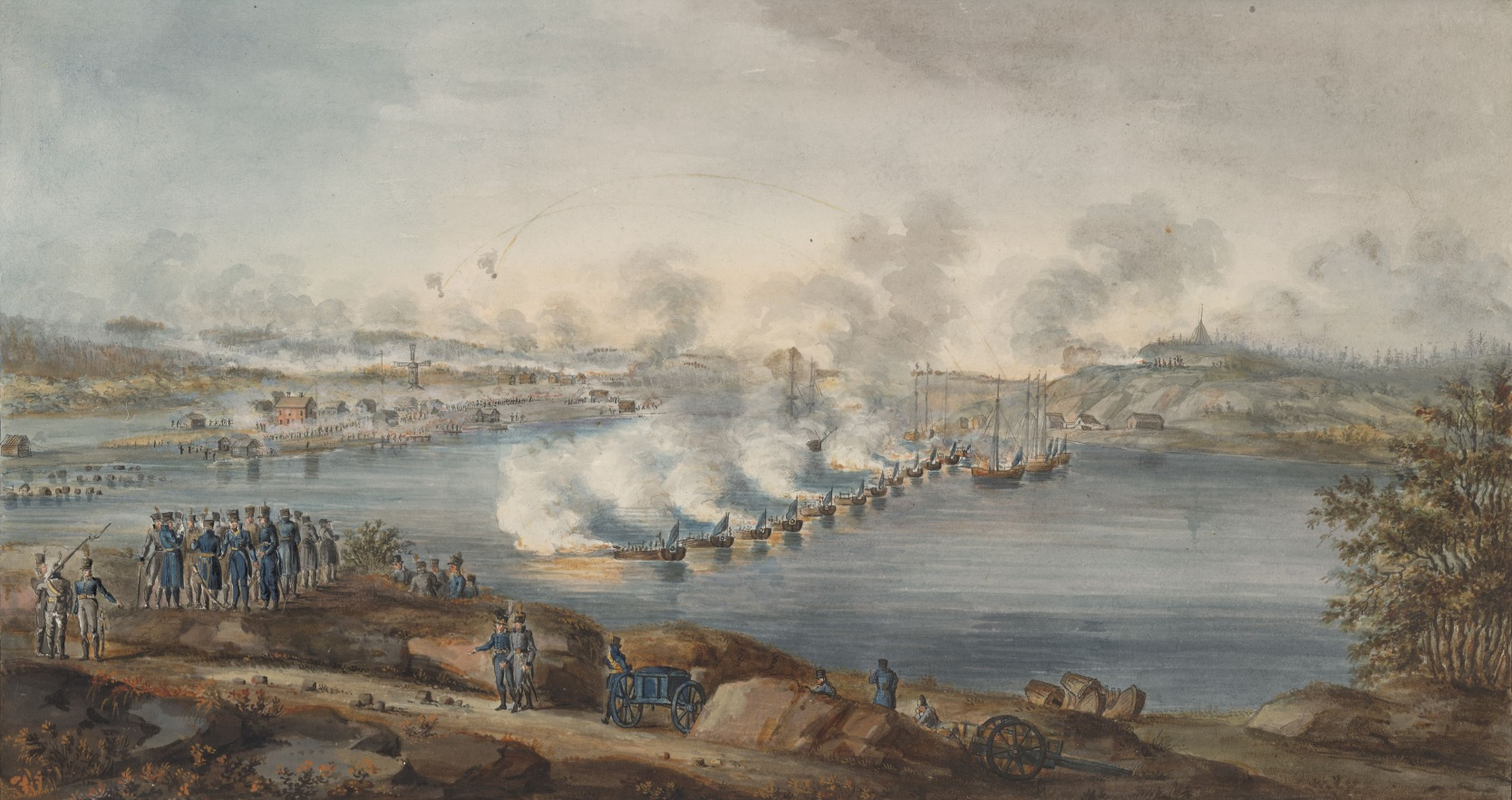
Картина XIX века, изображающая битву при Ратане

В ходе Русско-шведской войны в Умео ссылались больные и раненые. В городе и окрёстных деревнях располагалось не менее 3000 солдат. В городе не хватало еды и свирепствовали эпидемии. В марте 1809 года к городу по льду Ботнического залива через пролив Кваркен подошли русские войска. Комендант города, поразившись факту перехода войск через Ботнический залив, поспешил сдать город без боя. Русские войска под командованием Барклая Де Толли беспрепятственно вошли в город. Войска, однако, оставили город уже через несколько дней оккупации по причине предстоявших мирных переговоров. Однако подписание мирного соглашения затягивалось, и в мае русская армия начала новое наступление на севере Швеции. 1 июня войска снова входят в Умео. В июле происходит их столкновение со шведами вблизи Хёрнефорса. В результате шведские войска вынуждены отступить к югу. В августе 7500 русских солдат под командованием генерала Каменского выдвинулись из Умео. Им навстречу через деревню Ратан были отправлены превосходящие по численности отряды шведской армии под предводительством генерала Густава Вахтмейстера. Битва двух армий произошла 19 августа в район деревни Севар. По её результатам шведы были вынуждены отступить, а на следующий день были атакованы русскими уже под деревней Ратан. Эти битвы, вошедшие в историю как битва при Ратане и Севаре, стали последними на шведской земле в той войне. Русские войска покинули Умео уже 23 августа, испытывая проблемы с получением поставок продовольствия и вооружения, однако по условиям заключенного российско-шведского мира Россия все равно получила контроль над Финляндией, и Умео потерял торговые связи с финским Эстерботтеном (в том числе, Ваасой).

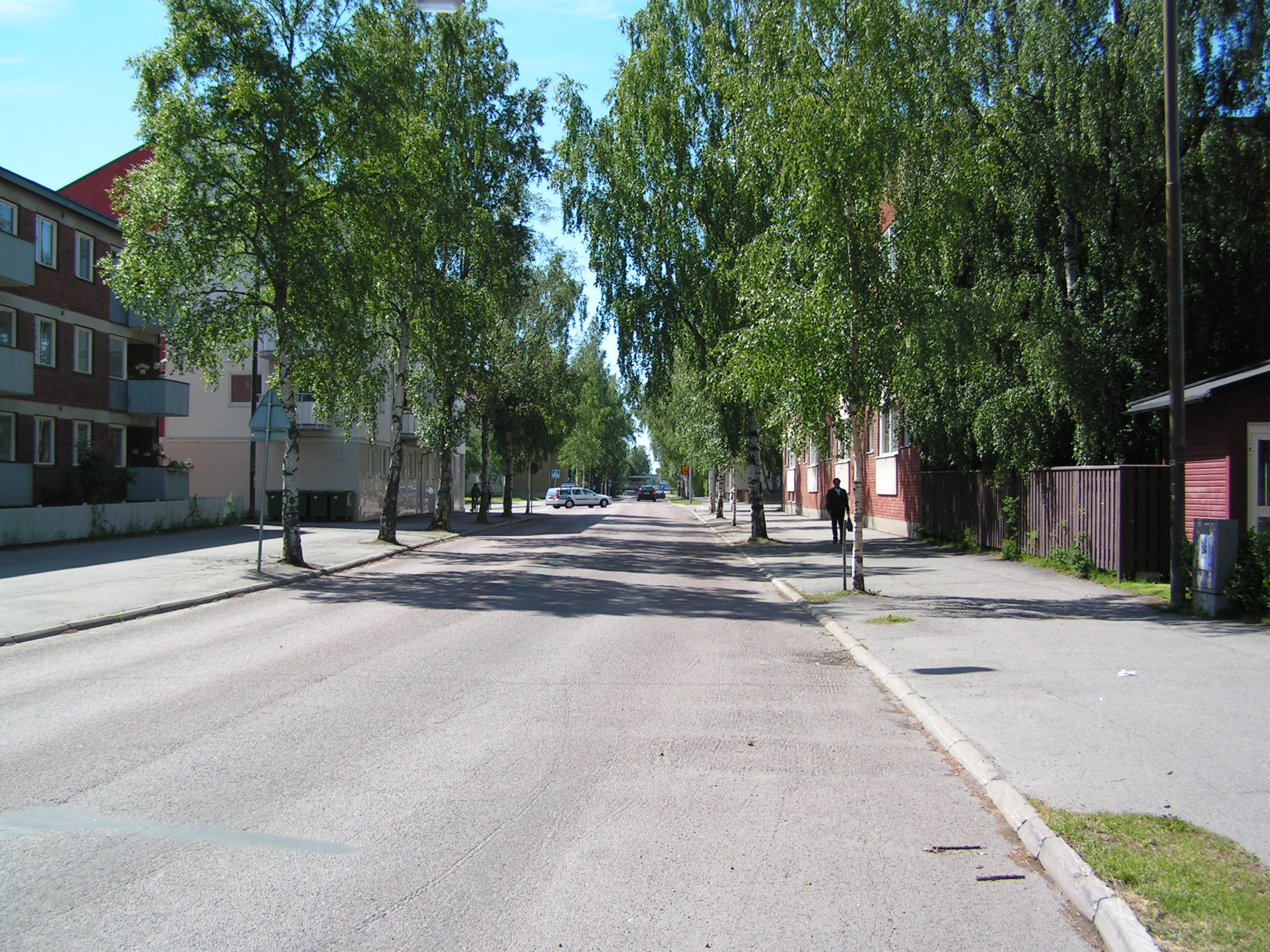
Умео — город берёз

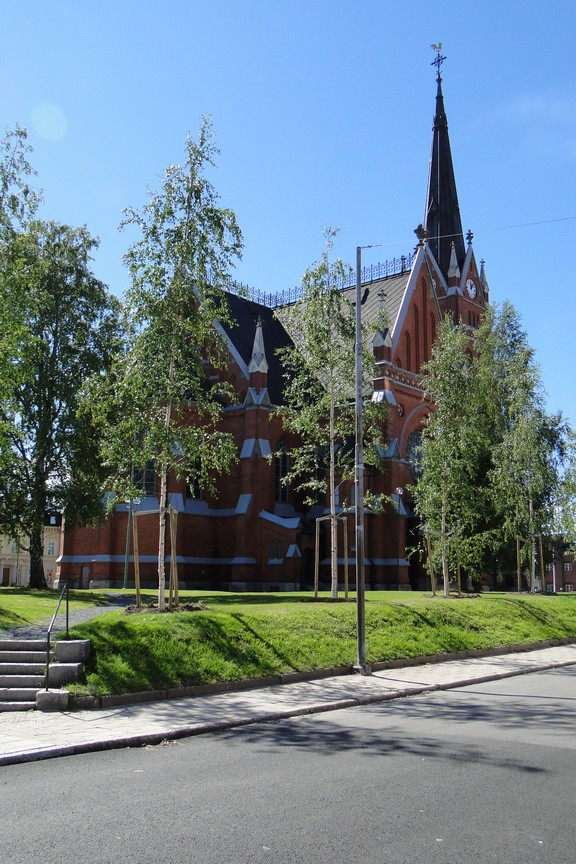
Собор в Умео

В 1810 году в городе появляется первая тривиум-школа, в которой происходило обучение трём предметам (отсюда и название): грамматике, логике и риторике. В 1813 году в округе города построен первый лесопильный завод, располагавшийся в Баггбелефорсене. Со временем он стал крупным лесопроизводственным предприятием. В 1820 году в городе проживало уже 1258 жителей. В 1840-е годы появляются первые паровые лесопилки. Это стало большим технологическим прорывом, позволив создать в Умео собственный торговый флот с верфью в районе Тега. В 1841 году выходит первая городская газета «Umebladet», существующая до сих пор. В 1857 году в Умео была протянута первая телеграфная линия. В 1858 году королевским указом в городе создаётся первая средняя общеобразовательная школа. К этому времени численность городского населения превысило отметку в 2500 людей. В 1863 году построен первый мост через реку, известный теперь как Старый мост. Проезд через мост долгое время был платным. В 1880-е годы на место парусных кораблей приходят пароходы. В связи с этим спрос на древесину, являвшуюся главным источником дохода города, падает. Начинается индустриализация города.

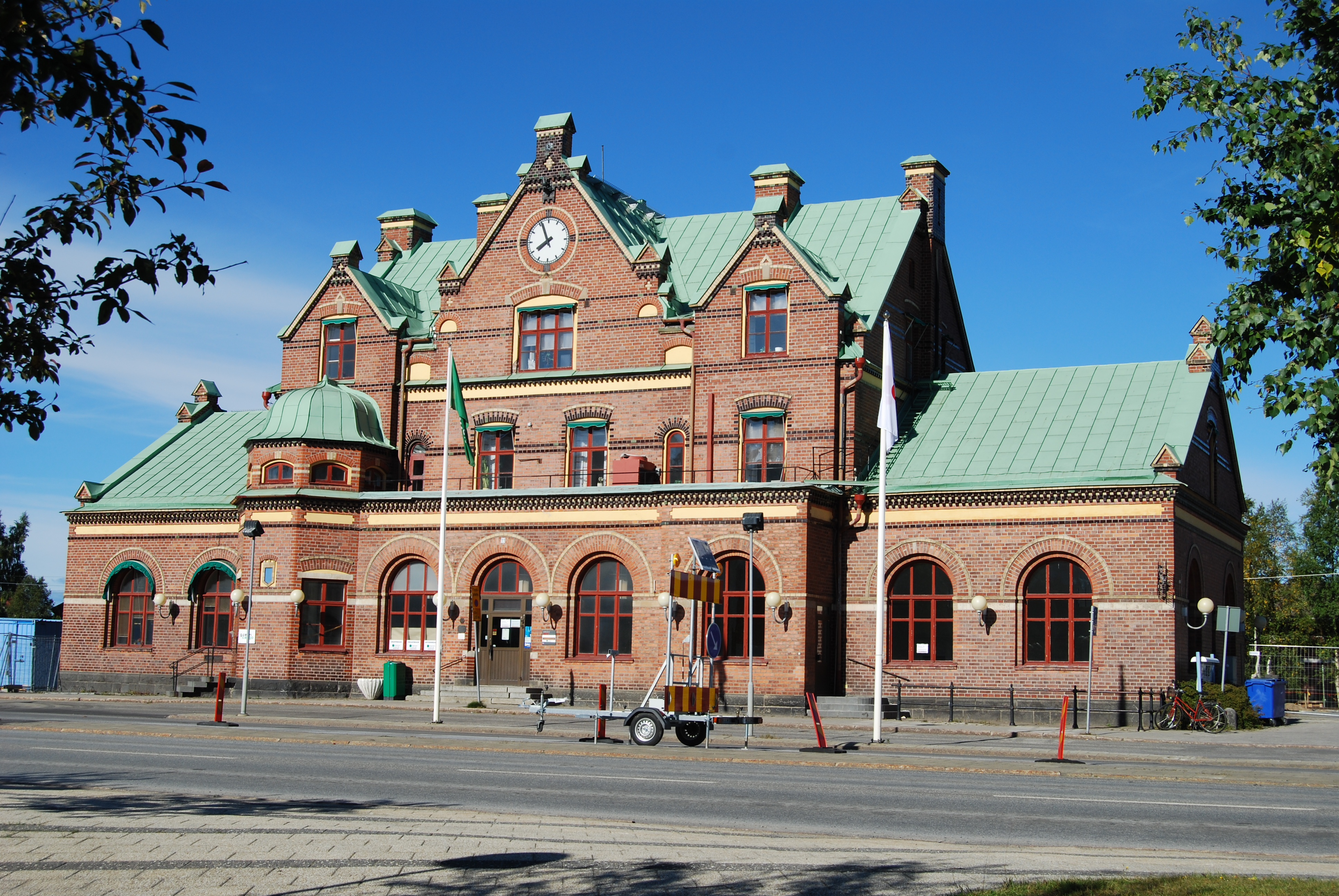
Здание центрального вокзала Умео.

25 июня 1888 года пожар, начавшийся в пивоварне, уничтожил всю восточную часть города, включая верфь в Теге. Около 2300 из 3000 жителей города остались без крова. В ходе реконструкции после пожара были построены широкие бульвары и посажены берёзы. Эти меры были направлены на то, чтобы огонь в случае новых пожаров не мог перекидываться с одного дома на другой. В скором времени город стал известен в Швеции как «город берёз». В ходе восстановления города взамен сгоревшей во время пожара ратуши была возведена новая Ратуша Умео в стиле голландского ренессанса.
В 1892 году Умео стал четвёртым городом в Швеции с электрическим освещением улиц. Вначале электричество поставлялось паровыми электростанциями, работавшими на дровах, но в 1899 году была построена гидроэлектростанция в Клаббёлефорсен, ставшая снабжать город энергией. В 1896 году была построена железная дорога, связавшая город с поселением Веннес.

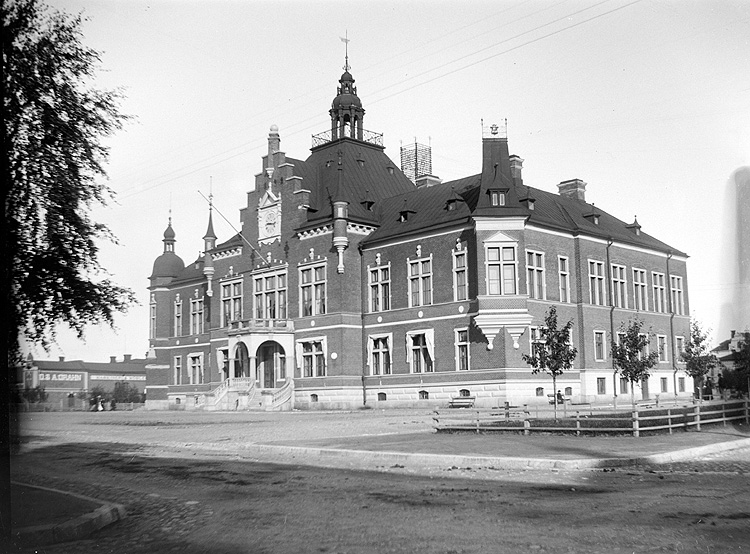
Городская ратуша в 1902 году

Население города непрерывно растёт и в первое десятилетие XX века превышает отметку в 5000 жителей.
В 1917 году в городе появляется социал-демократическая газета «Västerbottens Folkblad» (Народная газета Вестерботтена), занимавшаяся борьбой с высокими ценами и низкой заработной платой. В скором времени она получила от крайне консервативного журнала «Umebladet» прозвище «большевистской газеты».
В 1929 году в городе начинает свою деятельность изобретатель и предприниматель Карл Йёста Нюстрём. Им был разработан первый в мире стальной кузов для автомобилей. Это производство позднее было полностью выкуплено концерном Вольво, ставшим на многие годы главным работодателем в городе.
В 1948 году были возобновлены морские связи с финским городом Вааса. В 1949 году был построен мост Тегсбрун.

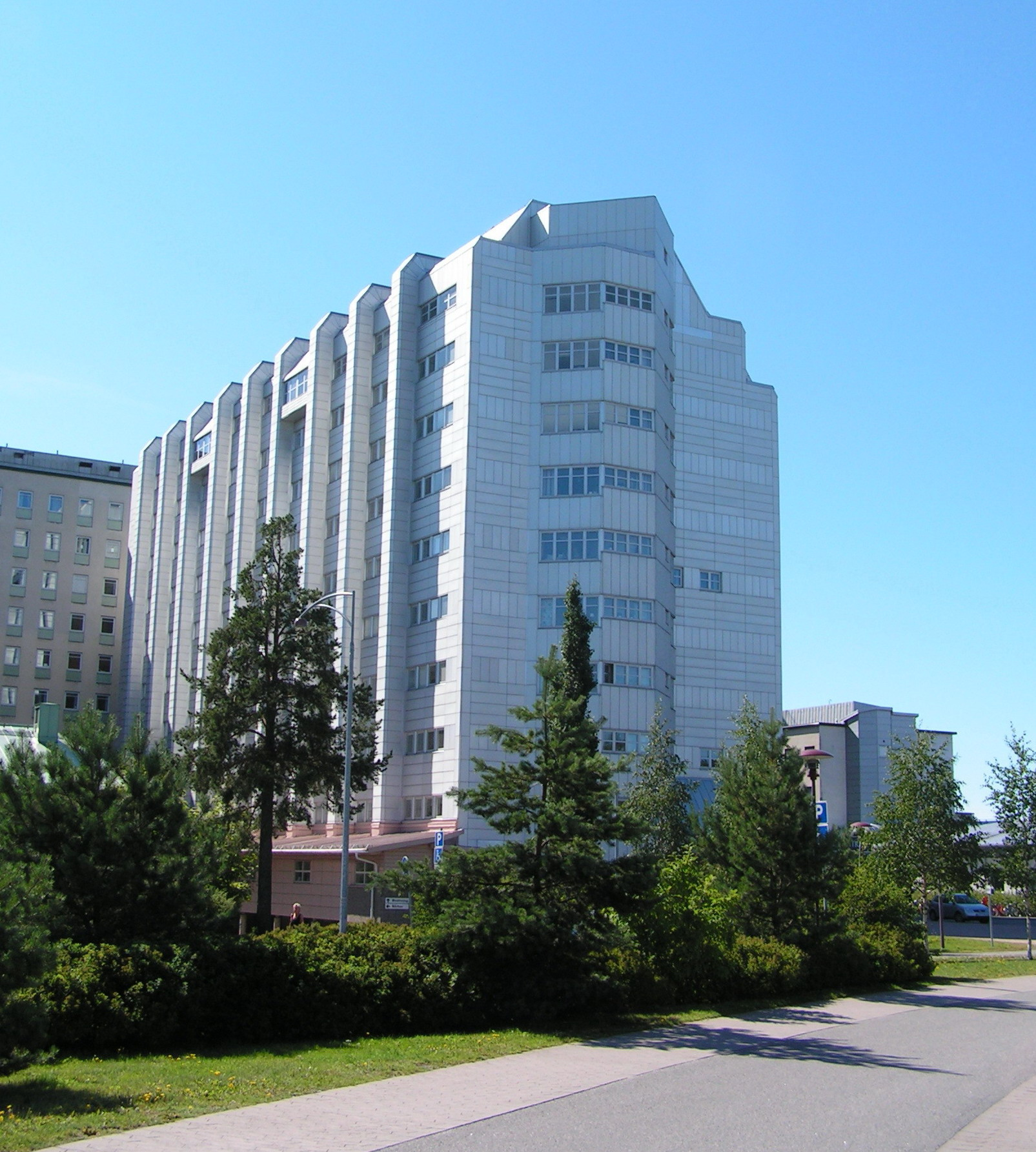
Университетская больница Норрланда

В 1940-е годы была выдвинута идея сделать Умео университетским городом. Этот вопрос обсуждался в течение нескольких лет в шведском правительстве. В 1951 году в городе начинает создаваться самая большая в Швеции академическая библиотека, в которой собирались копии всех материалов, печатающихся в стране. В 1956 году в Умео появляется первое академическое образовательное учреждение, стоматологическая школа. С этого момента начинается увеличение количества колледжей. В 1957 году создаётся центральная районная больница Норрланда. В 1959 году на её основе начинается преподавание медицины. В 1962 году появляется колледж социальной работы. 1 июля 1963 года городу был официально присвоен статус университетского. И наконец, 17 сентября 1965 года был открыт Университет Умео. В 1967 году в его составе был создан колледж подготовки преподавателей. А к 1969 году университет насчитывал уже пять факультетов.

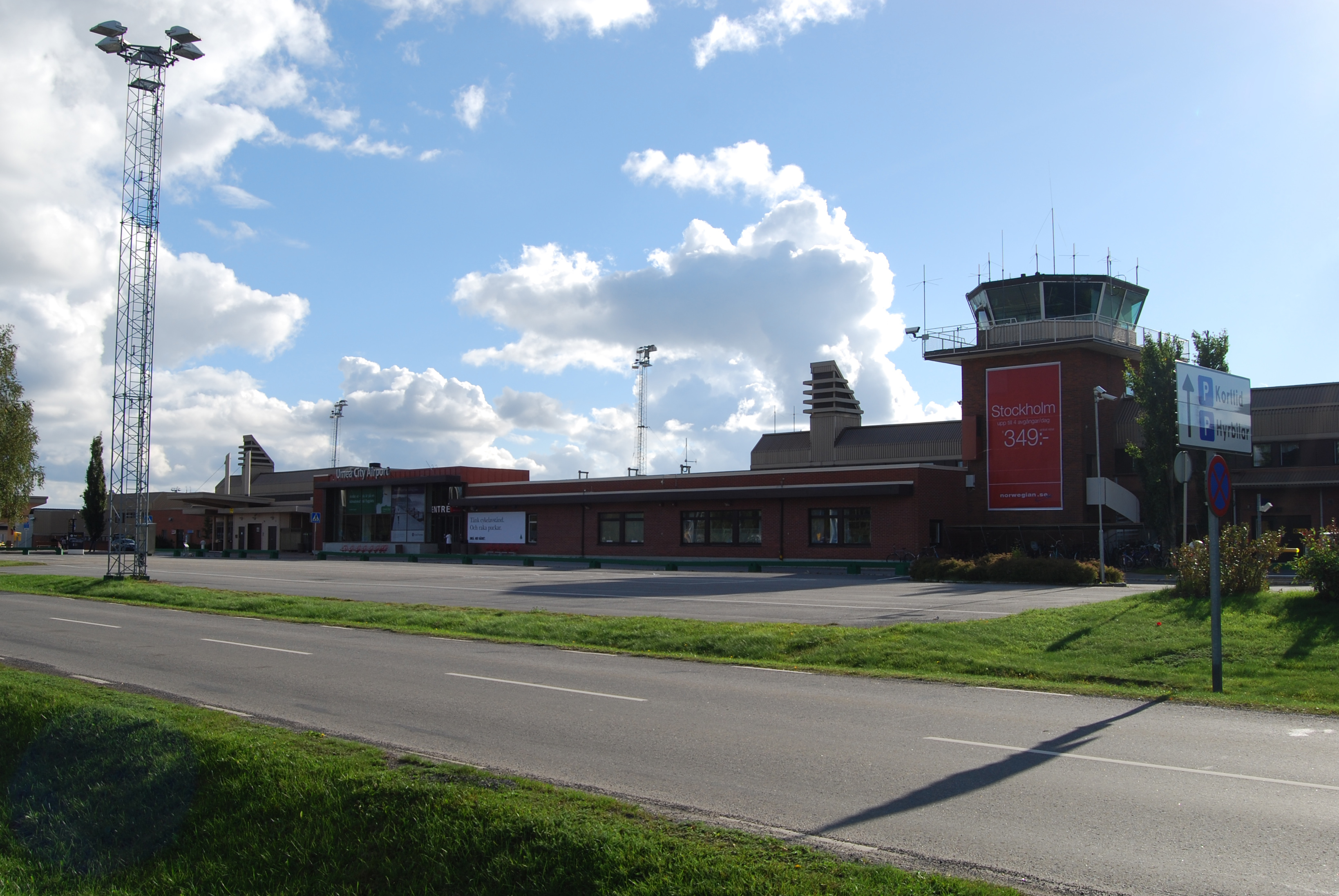
Аэропорт города Умео

В 1958 году была построена новая ГЭС, получившая название Стурноррфорс. В 1962 году открылся аэропорт Умео. В 1965 года численность Умео вместе с пригородами и близлежащими деревнями составляла 47 250 жителей. В 1966 году численность муниципалитета Умео превысила 50 000 человек. В 1974 году к городу были присоединены Хольмсунд, Хёрнефорс, Севар и Хольмён. Общая численность города составила 73 977 жителей. В этом же году была открыта знаменитая Норрландская опера. В 1975 году через реку после длительного обсуждения был построен третий мост, Кюркброн. Ещё один мост, Обболабрун появился в 1989 году. В 1987 году была проведена полная реконструкция всех центральных площадей и улиц в центре Умео, обошедшаяся городу в сотни миллионов шведских крон. В 1992 году Умео по численности населения обгоняет Сундсвалль и становится самым крупным городом в Норрланде. В 1995 году численность населения превышает отметку в 100 000 человек.
Умео является одним из 134 городов Швеции, имеющих исторический статус.
В 2010 году открыто движение по скоростной железнодорожной магистрали Botniabanan, соединившей Умео с Эрншёльдсвиком и Крамфорсом (и далее с центральными районами страны). Тогда же началось проектирование ветки Norrbotniabanan до Лулео.

### Герб города
Город был основан в 1622 году, а первый известный его герб, представлявший собой три головы северных оленей, появился в 1642. Этот герб был утверждён в качестве официального в 1646 году решением короля Швеции. Впоследствии внешний вид и расположение голов на гербе изменялось, но их число оставалось постоянным.

## География и климат

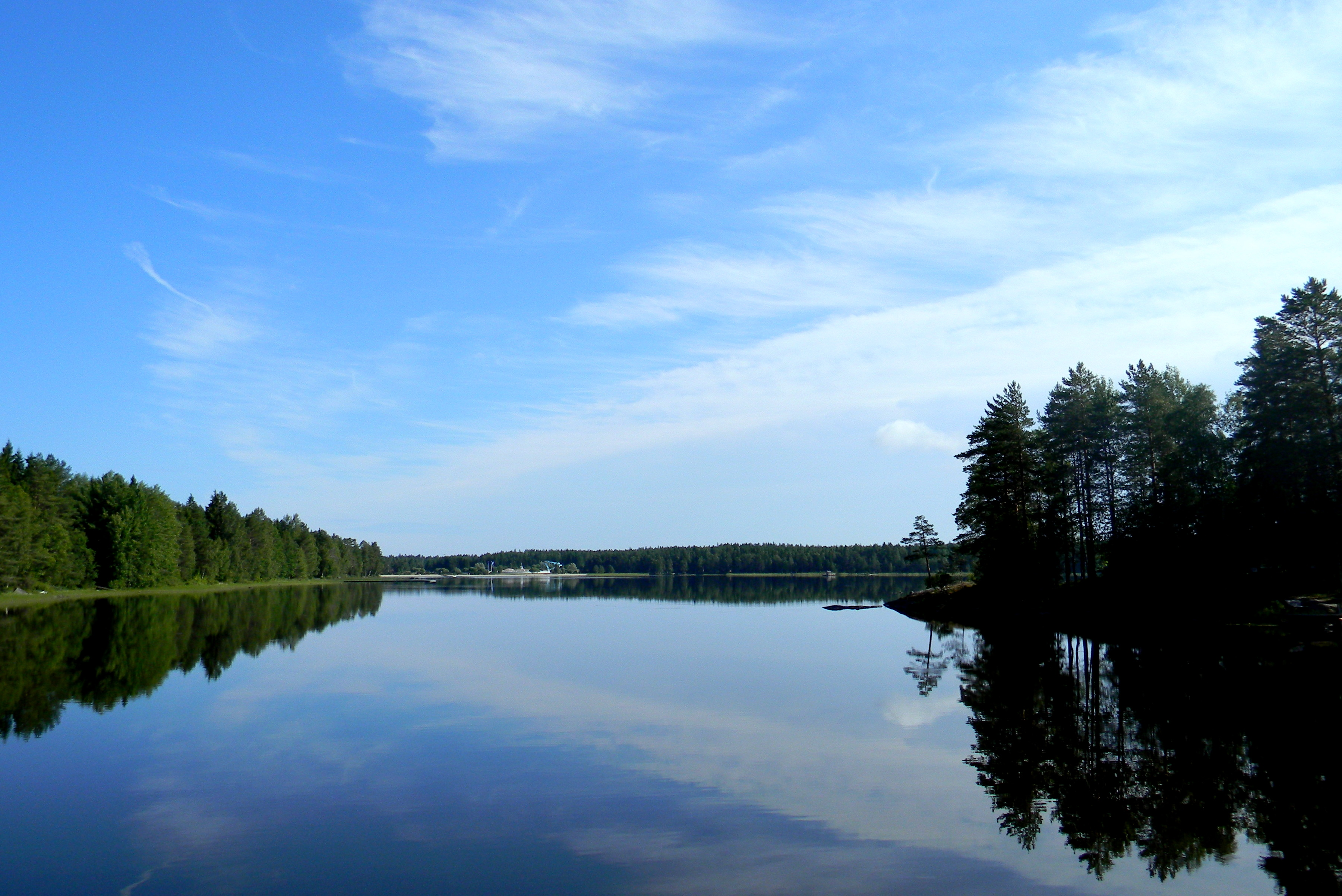
Озеро Нюдалашён

Город располагается на реке Умеэльвен недалеко от места её впадения в Ботнический залив. В районе города располагается немало озёр. Крупнейшие из них — Нюдалашён и Гресшён, а также залив Эстерфьерден.
| Показатель                                | Янв. | Фев. | Март | Апр. | Май | Июнь | Июль | Авг. | Сен. | Окт. | Нояб. | Дек. | Год |
| ----------------------------------------- | ---- | ---- | ---- | ---- | --- | ---- | ---- | ---- | ---- | ---- | ----- | ---- | --- |
| Абсолютный максимум, °C                   | 8    | 7    | 10   | 17   | 25  | 27   | 29   | 28   | 22   | 17   | 10    | 7    | 29  |
| Средний суточный максимум, °C             | −6   | −4   | 0    | 4    | 12  | 16   | 18   | 17   | 12   | 6    | 0     | −3   | 6   |
| Средняя температура, °C                   | −8   | −8   | −3   | 1    | 7   | 12   | 15   | 13   | 8    | 3    | −2    | −6   | 2   |
| Средний суточный минимум, °C              | −12  | −12  | −7   | −2   | 2   | 8    | 11   | 9    | 5    | 0    | −5    | −10  | −1  |
| Абсолютный минимум, °C                    | −34  | −37  | −30  | −13  | −7  | 0    | 2    | 0    | −5   | −20  | −21   | −30  | −37 |
| Норма осадков, мм                         | 49   | 38   | 41   | 36   | 41  | 44   | 53   | 78   | 73   | 65   | 76    | 56   | 650 |
| Источник: Weatherbase, Шведская Википедия |      |      |      |      |     |      |      |      |      |      |       |      |     |

## Экология
В 2021 году Европейское агентство по окружающей среде объявило, что именно в этом городе самый чистый воздух в ЕС. Содержание частиц 3,7 микрограмма на кубический метр воздуха. Предельный уровень в Евросоюзе — 25.

## Культура

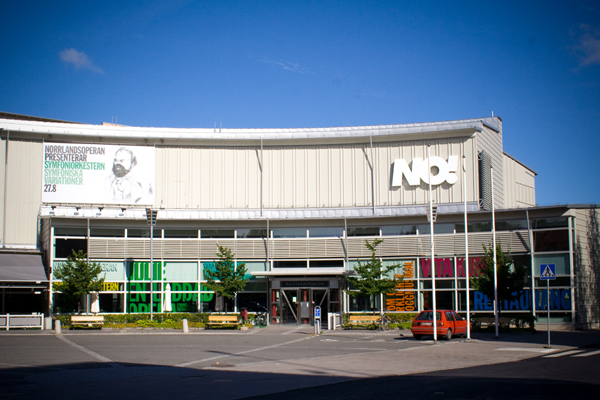
Новое здание оперного театра «Норрланд Опера»

Умео является культурным центром северной Швеции. В Умео расположен театр оперы северной Швеции «Норрландская опера». Ежегодный джазовый фестиваль Умео является одним из крупнейших фестивалей современного джаза в Швеции. Умео также является родиной всемирно известной хардкор-панк группы Refused, а также многих металлических групп таких, как Meshuggah, Cult of Luna, Naglfar и Nocturnal Rites. В Умео располагается несколько музеев: краеведческий музей Вестерботтена, музей города Умео, музей визуального искусства, музей гитар и музей лыжных видов спорта.
В 1990 году в городе с концертом выступал Булат Окуджава.
Умео — многокультурный город. Строительство самой северной на сегодняшний момент мечети запланировано в восточной части Умео. Однако, по разным причинам, до строительства ещё не дошло. Правда, мусульман в городе меньше, чем в ряде других шведских городов, где множество мечетей уже построено. В настоящее время строительство мечети приостановлено.
Город был выбран в качестве культурной столицы Европы на 2014 год. «Год культурной столицы Европы» открылся в городе 31 января. В рамках Года будет проведено более 300 концертов, выставок и художественных проектов. Значительная часть мероприятий будет посвящена саамам и их культуре.

### Спорт
Умео — родной город женской футбольной команды Умео ИК — когда-то одной из сильнейших команд в мире, завоевавшей немало национальных и европейских титулов в 2000-х годах. Лучшая мужская футбольная команда Умео ФК в данный момент выступает в Суперэттане шведского чемпионата, являющемся вторым по силе дивизионом в шведском мужском футболе.
В городе также имеются мужская хоккейная команда Бьёрклёвен, выступающая в Аллсвенскан (второй по силе лиге Швеции), и флорбольный клуб Дален, выступающий в шведской Суперлиге.

## Улицы
Одна из самых длинных улиц в городе — Сторгатан, имеет длину около 4 км, проходит мимо основных районов города на северной стороне реки Умеэльвен. На Сторгатане расположен целый ряд исторических зданий муниципалитета Умео и пять главных парков города.

## Памятники архитектуры и достопримечательности
- Старая тюрьма
- Городская церковь Умео
- Старый дом банка
- Портовый склад
- Вилла Шаринска
- Парк Венортспаркен
- Скульптура Зелёный огонь
- Скульптурный парк Умедален

## Экономика
Основным направлением исследований в университете Умео являются биологические и медицинские науки (в особенности клеточная и молекулярная биология растений), экология и некоторые другие.
Университет Умео сотрудничает с рядом шведских компаний таких, как ABB, Volvo, Skanska, Ericsson и Ohrlings PricewaterhouseCoopers.
В городе расположено одно из предприятий «Volvo Trucks» по производству кабин грузовиков, на нём занято около 2 тыс. работающих. Также здесь располагается европейская штаб-квартира Komatsu Forrest.
В предместье города располагается порт на Балтийском море, в который осуществляют регулярные рейсы паромы Умео — Вааса.
В городе также пересекаются ключевые автотрассы северной Швеции, подходит ж/д дорога из южной Швеции, в 4 километрах к югу от города располагается аэропорт Умео.

## Города-побратимы
- Вааса, Финляндия
- Хельсингёр, Дания
- Вюрцбург, Германия
- Петрозаводск, Россия[13]
- Саскатун, Канада
- Кашан, Иран
- Оксфорд, Великобритания